# 粉引
粉引（こひき）とは、李氏朝鮮から日本に伝わった陶器のこと。粉吹（こふき）ともいう。由来は「粉を引いた（吹いた）ように白い」といわれたことから。
当時、磁器に対しての憧憬から生まれた。
褐色の素地の上に白化粧土を施したものである。
日本では主に酒器や茶碗で高い評価、名品が生まれている。

## 種類
- 粉引
- 刷毛目
- 三島